# Черепанов, Сергей Александрович
Серге́й Алекса́ндрович Черепа́нов (19 марта 1881, Кунгур — август 1918, Тюмень) — российский революционер, большевик.

## Биография
Происходил из рабочей семьи. В 1902 году окончил техническое училище в Кунгуре и ещё на ученической скамье принял активное участие в политической борьбе.
В 1902 г. Сергей Черепанов переезжает в Екатеринбург, где поступает на работу на Верх-Исетский завод. В Екатеринбурге к этому времени уже существовали хорошо законспирированные группы сторонников «Искры» в состав одной из них он и попал. Сергей был хорошим оратором, умеющим находить подход к слушателям, доходчиво на ярких примерах объяснять суть политической борьбы рабочего класса. Очень скоро он становится профессиональным революционером, работая рядом с С. Залкиндом («Фаддей»), П. Г. Спиридовичем («Матрёна»), М. Лурье («Михаил Потапович»), Н. И. Камаганцевым, A. M. Капустиным, К. Т. Новгородцевой и другими. Группа «искровцев» окрепла в борьбе с Уральским союзом социал демократов и социалистов-революционеров, который перестал существовать после ареста его членов в мае 1903 г. «Искровцы» же выросли, окрепли и превратились В Средне-Уральский комитет РСДРП.
Вскоре из Оренбурга в Екатеринбург при участии Черепанова и Ф. Сыромолотова была доставлена типография. Комитет установил связи с рабочими Нижнего Тагила, Нижней Салды и Алапаевска. Средне-Уральский комитет единодушно поддержал решения 2 съезда РСДРП. С началом Русско-Японской войны в 1904 г. он расширил и упрочил свои связи с рабочими кружками. Черепанов стал одним из активных распространителей листовок и прокламаций среди солдат, неоднократно выезжал в уральские города, проводя большую работу по организации и созыву областной Уральской конференции, которая состоялась в июле 1904 г. в Нижнем Тагиле. Но, поскольку на конференции присутствовал провокатор, в сентябре все члены областного комитета были арестованы. Всё руководство партийной работой на Урале сосредоточилось в Екатеринбурге, где сохранилась сильная группа во главе с Черепановым.
Из документов, сохранившихся в партийном архиве Свердловского обкома КПСС, известно, что помощник начальника Пермского губернского жандармского управления в Екатеринбургском уезде в секретном донесении сообщал о «вещественных доказательствах по дознанию о Екатеринбургском комитете Восточной группы Уральского Союза социал-демократов и социал-революционеров», которое было отправлено 1 декабря 1904 г. В опись была включена нелегальная литература как литографированная, так и печатная. В январе 1905 г. была назначена Уральская областная конференция, но довести её работу до конца не удалось. Во время проведения последнего заседания, проходившего на квартире С. А. Черепанова, были арестованы Н. Н. Замятин (Батурин), Н. Е. Вилонов, С. А. Черепанов и другие — почти все члены Уральского комитета РСДРП. Во время ареста была захвачена и типография, но оставшиеся на воле большевики продолжали политическую борьбу. Сергей Александрович содержался под стражей до 14 апреля 1905 года был отпущен под денежный залог директора городской электростанции Льва Кроля. Когда в Екатеринбург приехал Я. М. Свердлов, Сергей Черепанов наряду с Вилоновым, Новгородцевой, Замятиным, М. О. Авейде, Ф. Ф. Сыромолотовым, С. Е. Чуцкаевым считались самыми опытными партийными работниками Екатеринбургского комитета РСДРП.
9 августа 1905 г. начальнику Пермского охранного отделения вновь поступило донесение екатеринбургского полицмейстера о том, что 7 августа в 7 часов вечера «за городом Екатеринбургом по Верхотурскому тракту происходила сходка социал-демократов в числе 50 мужчин и 10 женщин. Сходка продолжалась около трёх часов, во время сходки на шестах развивались два больших флага, красный с надписью „Да здравствует вооружённое восстание, народное правление“, чёрный с надписью „Слава погибшим товарищам за народное дело“ и в середине этих флагов помещался портрет Маркса (автора политической экономии)». Активнейшее участие в подготовке и проведении этой сходки принял «состоящий под особым надзором полиции Сергей Александрович Черепанов», он же выступал на сходке с яркой зажигательной речью.
В 1906 Черепанов с семьёй был вынужден переехать в Самару, где работал корреспондентом в газете «Самарская Лука», участвовал в восстановлении Уфимского комитета после его разгрома. Одновременно он работал в местном земстве, занимался преподавательской деятельностью. После этого получил кличку «Лука».
В 1910 г. Сергей Александрович вернулся в Екатеринбург. Местная партийная организация, в руководстве которой были С. И. Дерябина, Черепанов, Сыромолотов, Новгородцева и другие, начала возрождаться. Через некоторое время был создан городской комитет, во главе которого стал Черепанов, секретарем комитета была его жена Мария Алексеевна. Члены горкома вели пропаганду и агитацию среди рабочих, распространяли политическую литературу. Екатеринбургский комитет установил прочные связи с центральным Комитетом партии, начал получать из-за границы посылки с большевистской литературой, рассылал её по заводам Урала. В это время на Урал из-за границы приехал агент ЦК И. И. Шварц («Семен»), который остановился у Черепановых. Началась активная работа по подготовке Всероссийской конференции РСДРП. Екатеринбургские большевики решили выбрать своего делегата для участия конференции с правом решающего голоса. Городской комитет организовал подпольную типографию, издавал листовки, укреплял свои связи с заводам и вскоре превратился в окружной комитет.
Однако Пермское губернское жандармское управление с января 1911 г. установило постоянную слежку у за деятельностью Екатеринбургской организации, перехватило письмо М. А. Черепановой к Н. К. Крупской, и 30—31 октября 1911 г. на его квартире был проведён обыск, причем была найдена запрещённая литература из 125 книг и брошюр, экземпляры газеты «Социал-Демократ» и адрес Центрального Комитета партии «Париж 4 Мари Роз В.Ульянов». После произведённого обыска Сергей и Мария Черепановы и Надежда Мартьянова были арестованы и заключены под стражу. Всего было арестовано 12 человек. Следствие длилось 2 года. Выездная сессия Казанской судебной палаты в Екатеринбурге прошла 19-20 сентября 1913 г. Защитниками у Черепанова были присяжные поверенные Г. Н. Севрук и А. Ф. Керенский, благодаря которым Черепанов был освобождён из-за недостаточности улик.
В 1916 году был мобилизован в армию, вел революционную работу среди солдат (Большая Советская энциклопедия.-Том 29, с.74)
В 1917 году С. А. Черепанов находился в Петрограде, входил в число руководителей Военной организации при ЦК РСДРП(б), выступал с докладом на Всероссийской конференции фронтовых и тыловых военных большевистских организаций. Участник Октябрьского вооруженного восстания. Был избран депутатом Учредительного собрания (№ 10 по списку большевиков).
Дальнейшая его деятельность Черепанова связана с Сибирью, он работал в Томске, избирался председателем Томского губсовнархоза. В мае 1918 г. С. А. Черепанов выехал в Москву на съезд Высшего Совета Народного Хозяйства. В это время на Урале и в Сибири начался мятеж белочехов. С. А. Черепанов выехал из Москвы сначала в Екатеринбург, а затем в Тюмень для организации подпольной работы, когда город был занят белочехами. Но вскоре был арестован и в августе 1918 г. расстрелян под фамилией Морозова.

## Семья
- жена Мария Алексеевна Мартьянова, учительница городской школы города Режа.